# Reine Vida
Reine Vida est une héroïne légendaire de la tradition populaire des Slovènes de Bénéco (Slavia frioulane). Son récit est étroitement lié à la Grotte de San Giovanni d’Antro (slovène : Landarska jama) près de San Pietro al Natisone (slovène: Špeter Slovencev) dans les Vallées du Natisone (slovène : Nadiške doline).

## Description de la légende
La Reine Vida (slovène: Kraljica Vida) est présentée comme une reine (ou "reine du peuple") qui vivait au château de Biacis (slovène: Bijača). Elle gouvernait avec justice les habitants de la vallée et faisait l’aumône aux pauvres. Lorsque se répandit la nouvelle de l’approche des Huns conduits par Attila, la Reine Vida rassembla les habitants avec leur bétail et leur grain et les conduisit à l’abri dans la Grotte de San Giovanni d’Antro, qui disposait d’eau, d’un mortier pour moudre et d’un four pour cuire le pain., Attila découvrit leur refuge et décida de l’assiéger, espérant les réduire par la faim. Lorsqu’il ne resta plus qu’un boisseau de blé dans la grotte, Vida répandit les grains au-dessus d’un gouffre et s’écria qu’ils avaient « autant de sacs qu’il y a de grains ». Convaincu de l’inutilité du siège, Attila se retira avec son armée. La Reine Vida et son peuple furent sauvés.,

## Contexte géographique et historique

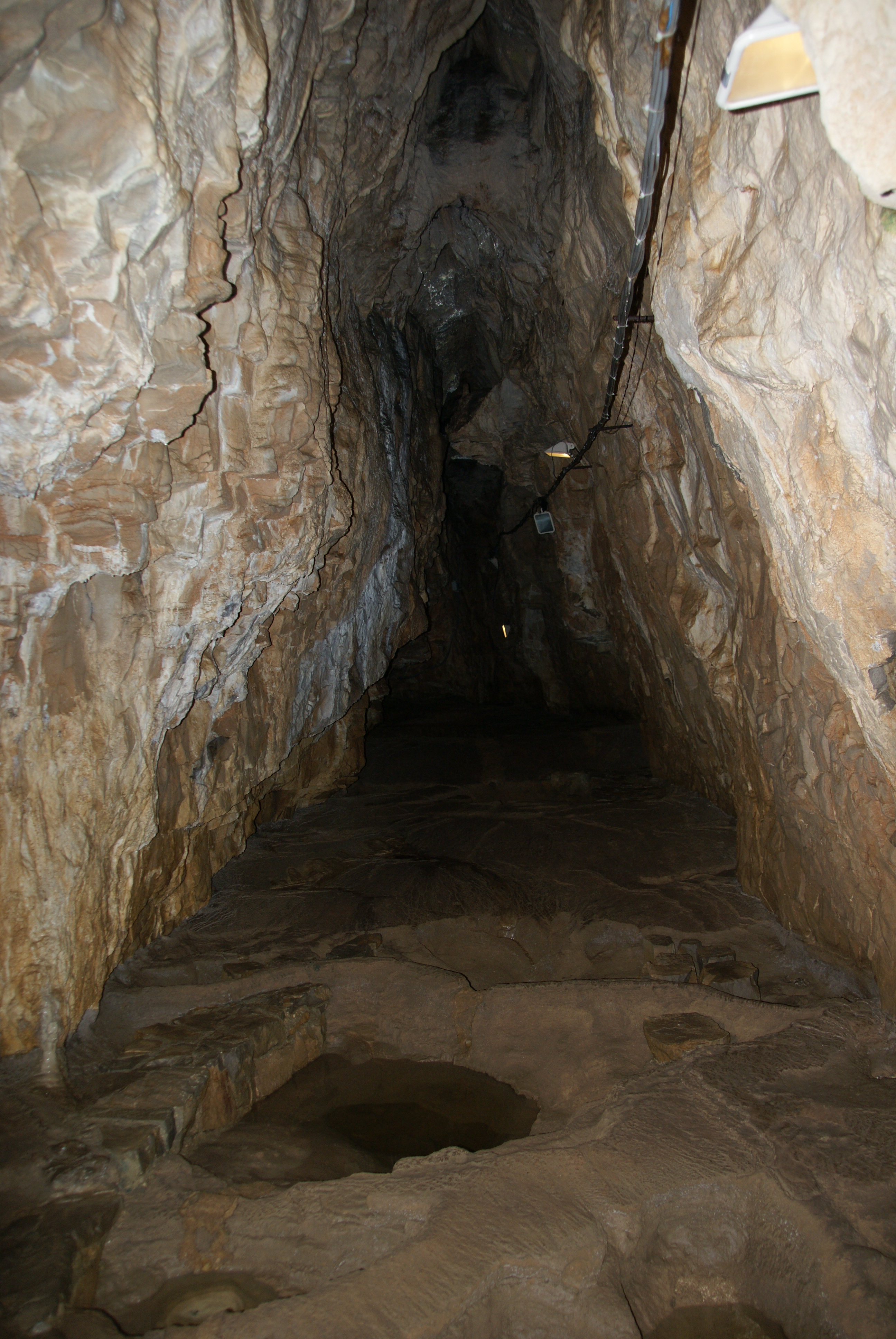
Grotte de San Giovanni d’Antro

La grotte de San Giovanni d’Antro (slovène: Landarska jama) est un complexe karstique au-dessus du hameau d’Antro dans la commune de Pulfero (slovène: Podbuniesac). Dès le haut Moyen Âge, elle fut fortifiée et, au moins depuis le VIIIe siècle, elle eut aussi une fonction sacrée; on y conserve un espace ecclésial gothique tardif et un autel en bois., La tradition benécienne situe précisément dans cette fortification rupestre le siège et la ruse attribués à Vida.

## Origine du motif
Le récit de la "Reine Vida" s’inscrit dans un motif narratif plus large ("communauté assiégée sauvée par un stratagème"), qui présente des analogies en Italie du Nord. Pier Silverio Leicht a proposé, dans une étude sur les légendes des zones frontalières, qu’il s’agisse d’une adaptation de traditions plus anciennes autrefois liées à la reine historique Adélaïde de Bourgogne ou à la reine lombarde Théodelinde.,,
Au XIXe siècle, le motif devint célèbre grâce à la romance d’Anton Aškerc, Atila in slovenska kraljica (1890), qui situe l’épisode dans la "Landarska jama (Grotte de San Giovanni d’Antro)" et nomme explicitement l’héroïne "Kraljica Vida (Reine Vida)". Entre la fin du XIXe et le début du XXe siècle, parurent aussi les premiers récits en prose de variantes de l’histoire, recueillis par Ivan Trinko et d’autres auteurs de la minorité slovène.,

## Dans la littérature et les arts
- La romance Atila in slovenska kraljica dans le recueil Balade in romance (1890) du poète Anton Aškerc ; le texte nomme l’héroïne "Vida" et situe l’action dans la grotte de San Giovanni d’Antro.[6],[8]
- Livret pour enfants Kraljica Vida (Trieste/San Pietro al Natisone, 1984), en parler slovène local, de Ada Tomasetig avec illustrations d’Alessio Petricig ; publié par Editoriale Stampa Triestina et le Beneški študijski center Nediža (Centre d’études benécien Nediža).[9]
- Krajica Vida – Spevoigra, opérette avec livret d’Aldo Klodič et musique de Davide Klodič ; première à San Pietro al Natisone en juin 2012.[10]
- Court métrage de fiction Vida (2021, 16 min), réalisé par Pietro Cromaz.[11]

## À distinguer de Lepa Vida
La figure de la Reine Vida ne doit pas être confondue avec Belle Vida (Lepa Vida), héroïne des ballades populaires slovènes, devenue centrale dans la littérature du XIXe siècle grâce au traitement de France Prešeren (Kranjska čbelica, 1832). Il s’agit d’un genre et d’un noyau thématique différents (mère séduite et enlevée).